# Sadler (Texas)
Sadler város az USA Texas államában, Grayson megyében. Lakosainak száma 336 fő (2020. április 1.).

## Népesség
A település népességének változása:
| Lakosok száma | 404  | 343  | 336  |
|               | 2000 | 2010 | 2020 |